# Raimund von Capua

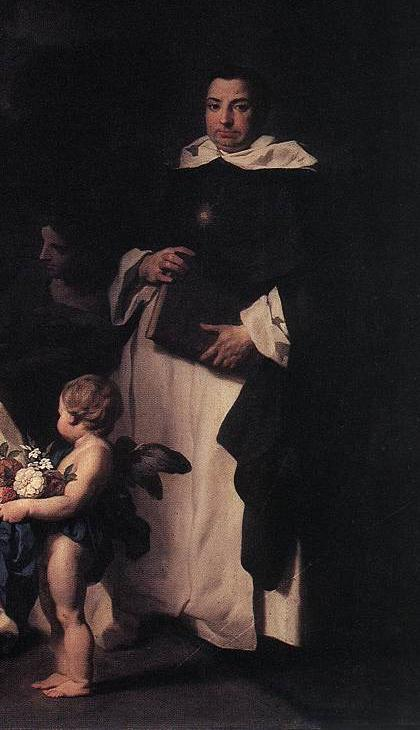
Raimund als Zeuge der geistlichen Verlobung der hl. Katharina von Siena; Ausschnitt aus einem Gemälde von Pierre Subleyras, um 1740 (Vollansicht)

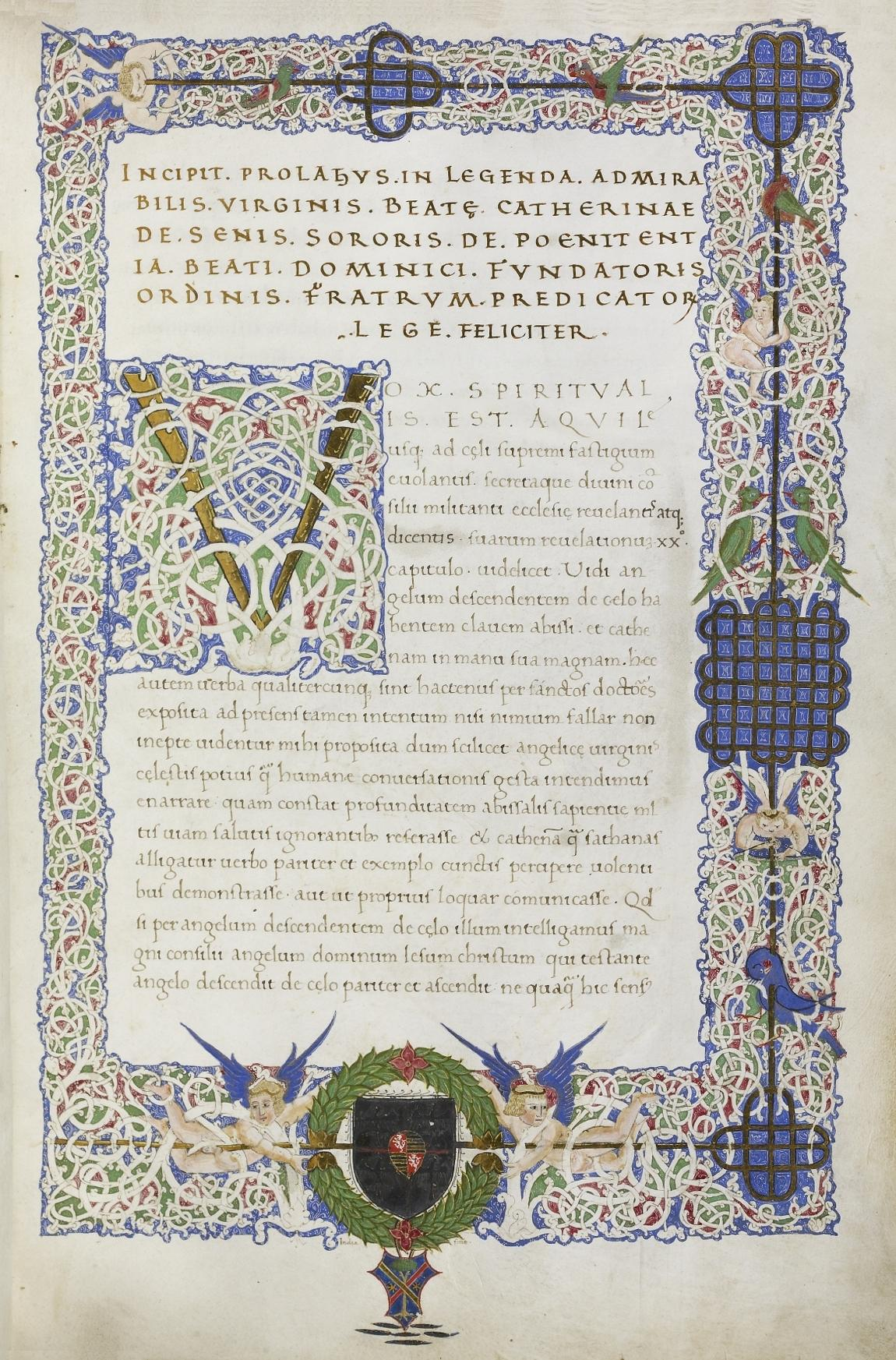
Prolog zur Legenda der hl. Katharina von Siena, um 1470 (Baltimore, Walters Art Museum)

Raimund von Capua (nach seinem Geburtsort; Familienname delle Vigne, lat. de Vineis; * um 1330 in Capua; † 5. Oktober 1399 in Nürnberg) war ein italienischer Dominikaner und von 1380 bis zu seinem Tod Generalmeister desjenigen Teils des Dominikanerordens, der im Großen Abendländischen Schisma der römischen Obödienz folgte. Er ist vor allem als geistlicher Begleiter und Biograf der heiligen Katharina von Siena bedeutsam. Papst Leo XIII. sprach ihn 1899 selig.

## Leben
Die überlieferte Biografie Raimunds weist einige Lücken auf. Er stammte aus einer einflussreichen Capuaner Familie und war Nachkomme eines Bruders von Pier delle Vigne. Der Familientradition folgend studierte Raimund zunächst Rechtswissenschaften, wahrscheinlich in Bologna. In den Dominikanerorden trat er in Orvieto ein, wo er nach dem Tod seines Vaters Pietro (18. Dezember 1348) die Profess ablegte. Damit wurde er Mitglied der römischen Ordensprovinz, der er zeitlebens angehörte. Nach dem Empfang der höheren Weihen wurde er als lector nach Bologna geschickt, später vielleicht auch nach Rom. 1363 wurde er zum Rektor des Dominikanerinnenkonvents in Montepulciano ernannt. Sein erster hagiographischer Versuch war dem Leben der Agnes von Montepulciano gewidmet, deren Legende er auf der Grundlage schriftlicher und mündlicher Zeugnisse 1366 niederschrieb und veröffentlichte. Im Jahr darauf wurde er zum Prior von Santa Maria sopra Minerva in Rom gewählt. Anschließend ging er als akademischer Lehrer an die Ordensschule von Santa Maria Novella in Florenz.
1374 wurde Raimund der Laiendominikanerin Katharina in Siena, die durch ihr radikales Leben, ihre Visionen und ihre öffentlichen kirchlich-politischen Äußerungen von sich reden machte, als geistlicher Begleiter und Beichtvater zur Seite gestellt. Ihre Persönlichkeit beeindruckte ihn tief und hatte Einfluss auf sein weiteres Leben. Sie stellte ihre Leidenschaft in den Dienst der Überwindung der „Babylonischen Gefangenschaft der Kirche“. 1376 begleitete Raimund sie nach Avignon, wo sie den dort residierenden Gregor XI. zur Rückkehr nach Rom bewegte, und anschließend nach Rom, wo beide dem neuen Papst Urban VI. begegneten. In den folgenden Wirren des abendländischen Schismas, als die Spaltung auch durch den Dominikanerorden ging, blieb Raimund auf der Seite Urbans und später Bonifatius’ IX.
1380 starb Katharina, und im selben Jahr wurde Raimund zum Ordensmeister der Dominikaner gewählt. Er widmete sich der schwierigen Aufgabe mit großem Eifer und trieb, unterstützt u. a. von Giovanni Dominici, die Reform der Klöster gemäß den ursprünglichen Maßstäben gegen viele Widerstände voran. Dazu unternahm er Visitationsreisen durch halb Europa. Zugleich förderte er die Heiligsprechung Katharinas und schrieb zu diesem Zweck zwischen 1385 und 1395 die Legenda maior, die wichtigste Quelle zu Katharinas innerem und äußerem Leben.
Raimund starb 1399 während der Visitation des Nürnberger Dominikanerklosters. Er wurde zunächst in der dortigen Klosterkirche beigesetzt. Später wurden seine sterblichen Überreste in die Kirche San Domenico Maggiore in Neapel überführt.

## Schriften

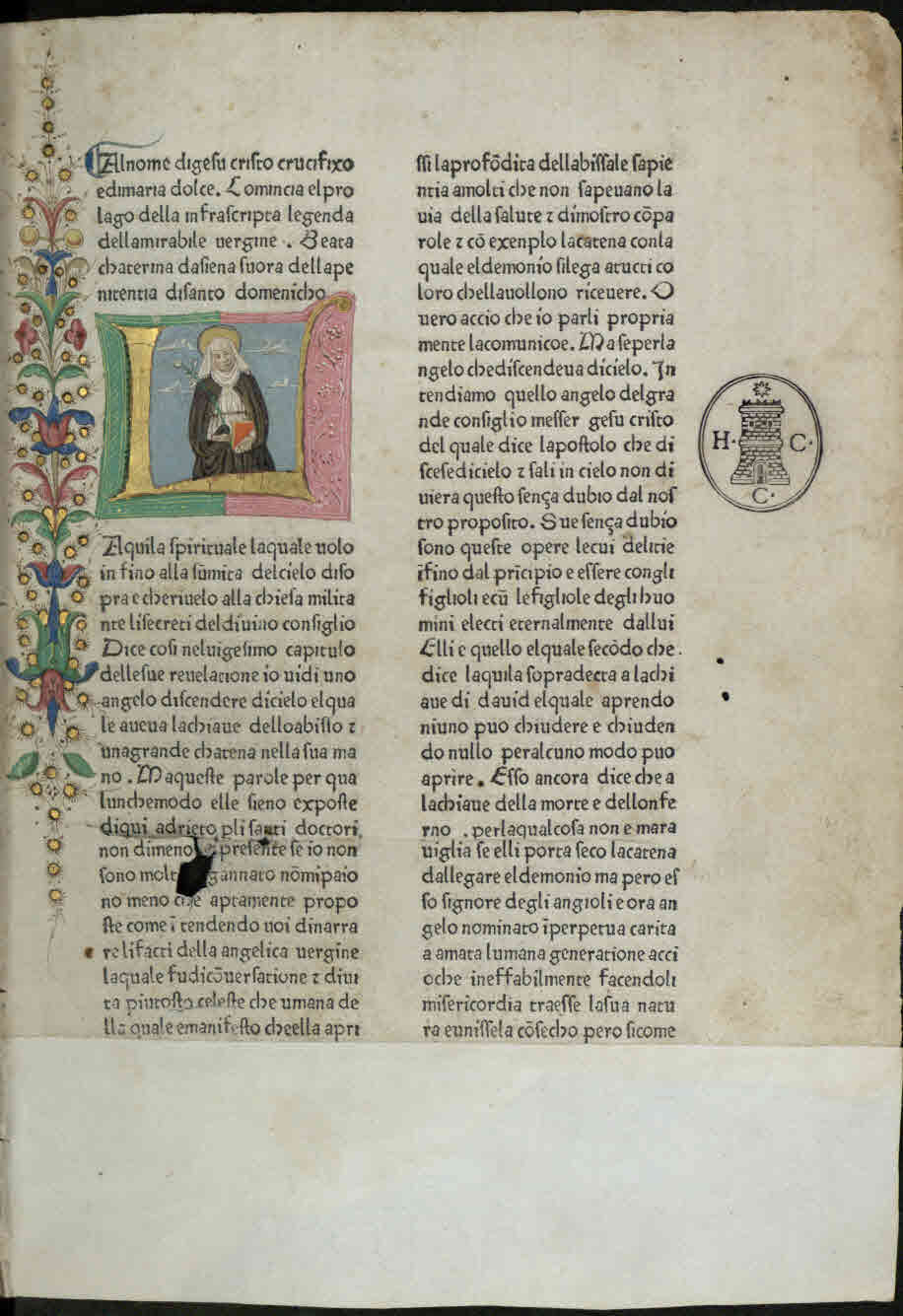
Legenda maior sanctae Catharinae Senensis, 1477

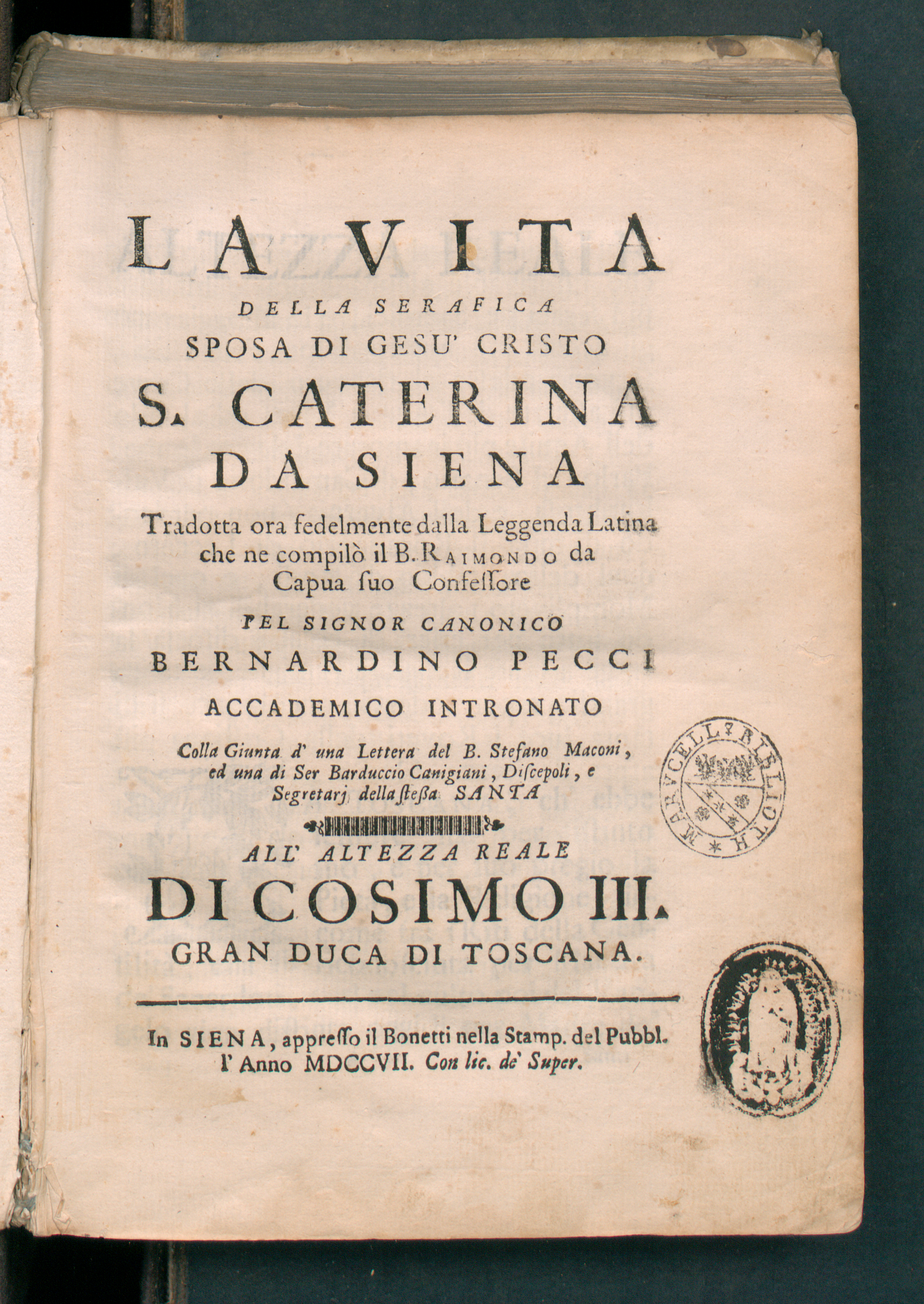
La vita di Santa Caterina da Siena (Legenda maior), 1707

- Legenda s. Agnetis de Montepolitiano (1366)
- Depositio super electione Urbani VI (um 1380)
- Officium de Visitatione Beatae Mariae Virginis (1390)
- Legenda s. Catherinae Senensis (1385–1395)
- Expositio cantici Magnificat (verloren, um 1378 wohl im Besitz des Prager Erzbischofs Johann von Jenstein)

## Verehrung
Im Dominikanerorden stand Raimund schon früh im Ruf der Heiligkeit. Aber erst aus Anlass seines 500. Todestags gab Papst Leo XIII. seiner liturgischen Verehrung die kirchliche Approbation.